# 아루나 이라니

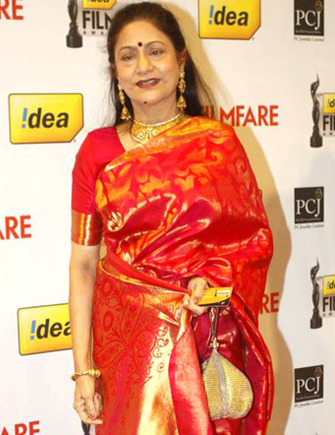

아루나 이라니(Aruna Irani, 1946년 8월 18일 ~ )는 인도의 배우, 영화 감독, 텔레비전 감독, 텔레비전 배우이다.
뭄바이에서 태어났다.

## 영화
- 훔 툼하레 하인 사남 (2002년)
- 하시나 만 자예기 (1999년) - 산토 베르마 역
- 히스토리 (1997년) - 루크마니 역
- 내 마음이 미쳤나봐 (1997년)
- 자안 (1996년) - 카란의 어머니 역
- 카타브야 (1995년) - 가예트리데비 싱 역
- 더 비러브드 선 (1994년) - 바노비 역
- 라자 바부 (1994년) - 잔키 싱 역
- 암흑가의 그림자 (1980년)
- 샬리마르 (1978년)